# Tjernivtsi
Tjernivtsi (ukrainsk: Чернівці, tr. Tjernivtsi; russisk: Черновцы, tr. Tjernovtsy) er en by i det vestlige Ukraine ved floden Prut. Byen er administrativt center i Tjernivtsi oblast, i det historiske område Nordbukovina. Tjernivtsi har cirka 200.000 indbyggere, og en mængde eksempler på klassisk arkitektur fra perioden under Habsburgerne.
Frem til 1918 var byen en del af Østrig-Ungarn. I mellemkrigstiden var byen en del af Rumænien. Efter 2. verdenskrig blev byen en del af Sovjetunionen, og efter dennes opløsning en del af Ukraine. Tjernivtsi havde en stor andel tysktalende jøder før krigen.

## Navn på andre sprog
Bortset fra navnet på ukrainsk/russisk er Tjernivtsi kendt under mange forskellige navne, som blev brugt i under de forskellige landes styre i byens historie, eller af større befolkningsgrupper: rumænsk: Cernăuţi, tysk: Czernowitz, jiddisch: טשערנאָוויץ, tr. Tshernovits, polsk: Czerniowce, ungarsk: Csernovic. Under Fyrstendømmet Galicien-Volhynien hed byen Chern.
Den ukrainske forfatter Jurij Fedkovitj og ukrainske musiker og sanger Volodymyr Ivasjuk er tilknyttet Tjernivtsi. Og det var her den tyske digter Paul Celan blev født i 1920.